# Myrcianthes esnardiana
Myrcianthes esnardiana är en myrtenväxtart som först beskrevs av Ignatz Urban och Erik Leonard Ekman, och fick sitt nu gällande namn av Brother Alain. Myrcianthes esnardiana ingår i släktet Myrcianthes och familjen myrtenväxter. Inga underarter finns listade i Catalogue of Life.